# Nephrolepis pectinata
Nephrolepis pectinata är en spjutbräkenväxtart som först beskrevs av Carl Ludwig Willdenow, och fick sitt nu gällande namn av Heinrich Wilhelm Schott. Nephrolepis pectinata ingår i släktet Nephrolepis och familjen Nephrolepidaceae. Inga underarter finns listade.

## Bildgalleri

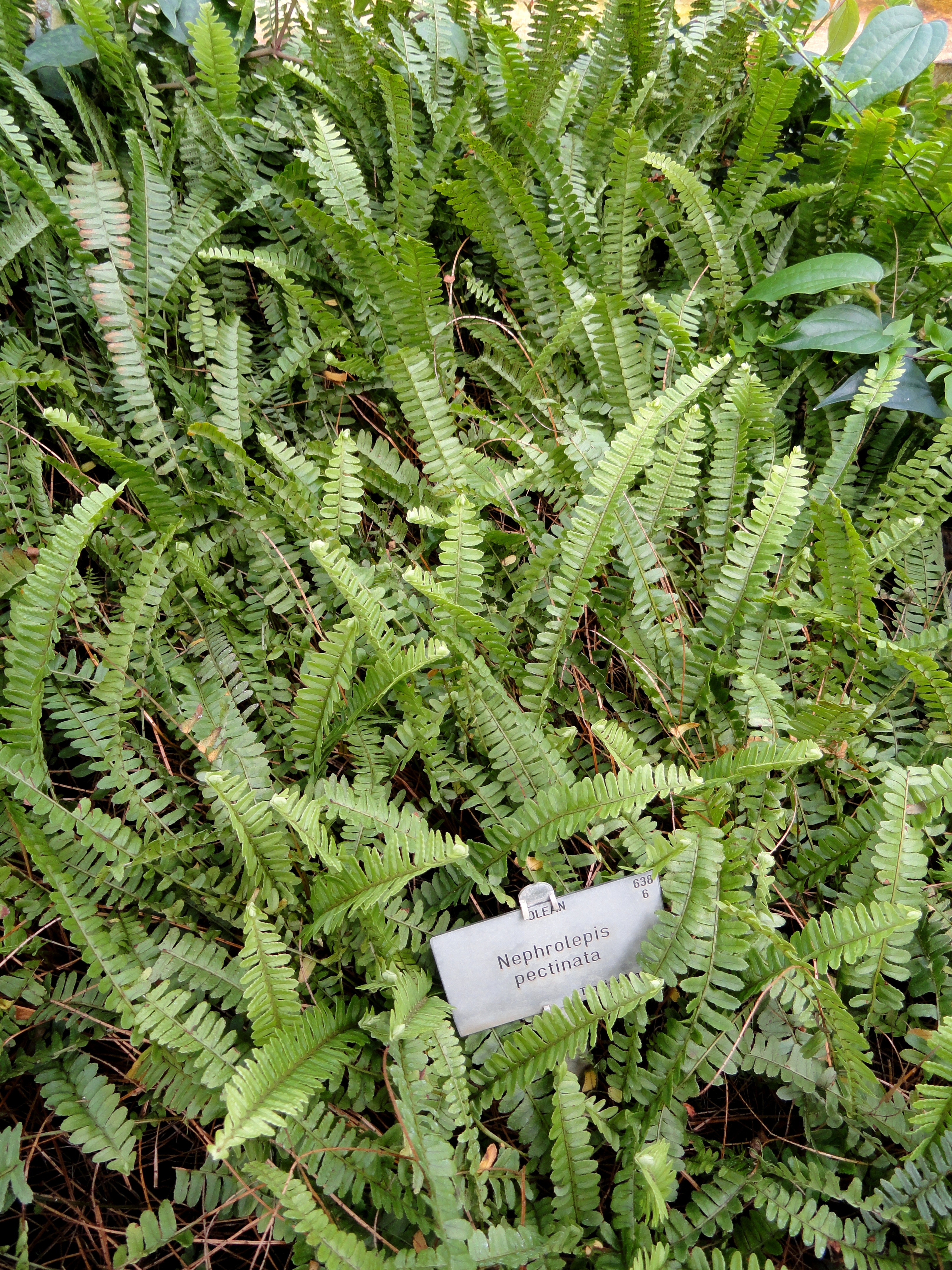